# Firmino Pires Ferreira

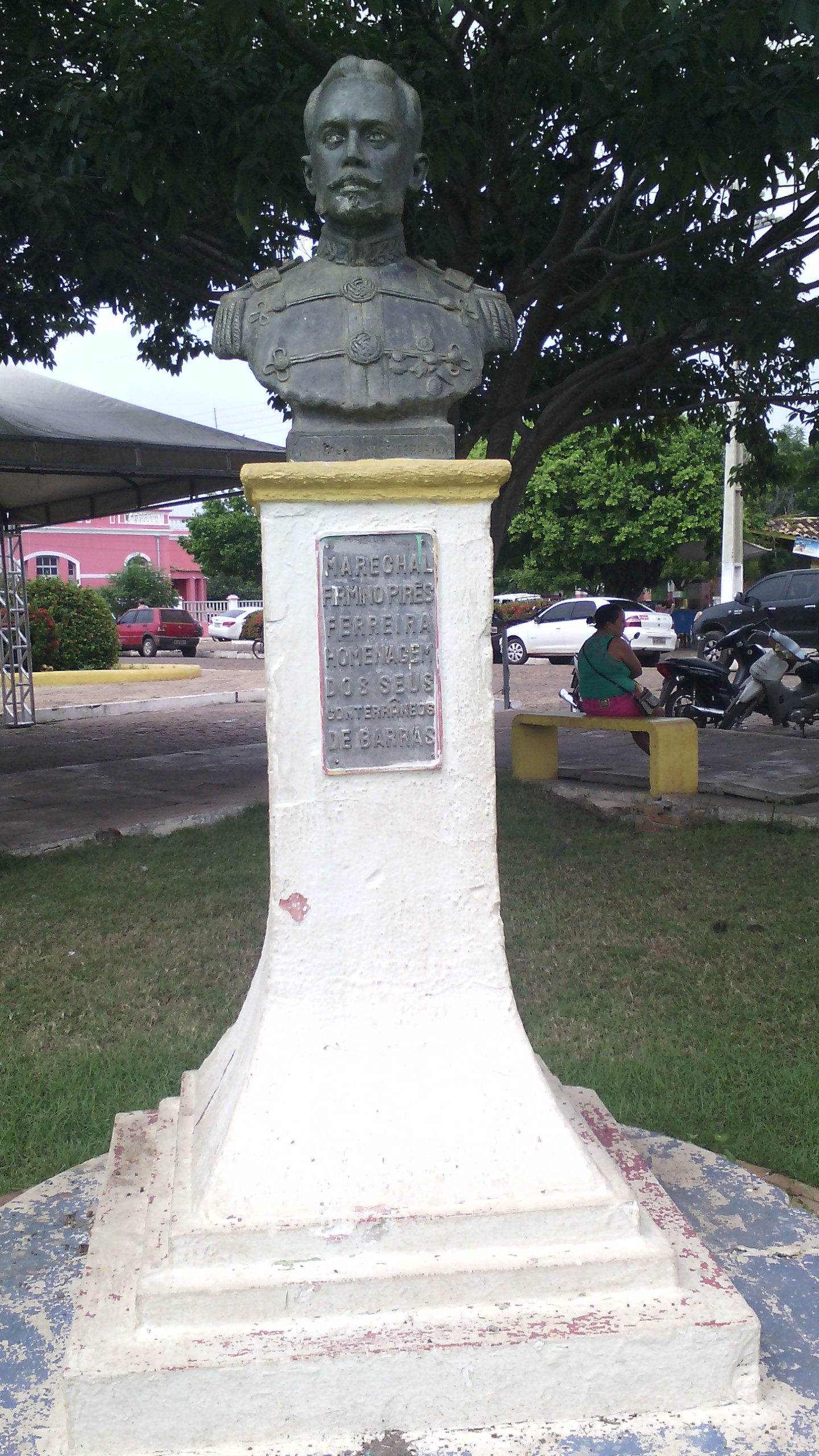
Busto na praça da matriz em Barras, no Piauí.

Firmino Pires Ferreira (Barras, 25 de setembro de 1848 — Rio de Janeiro 22 de julho de 1930) foi um fazendeiro, militar e político brasileiro, que exerceu o cargo de senador pelo Piauí.

## Biografia
Filho de José Pires Ferreira e de Maria Joaquina de Jesus Castelo Branco Carvalho de Almendra, era meio-irmão, pelo lado paterno. do também político Joaquim de Lima Pires Ferreira.
Com  17 anos entrou para o serviço militar, como soldado do  Exército e, em  1866, tornou-se voluntário na Guerra do Paraguai. Entrou para o Batalhão de Engenharia e, em seguida, foi nomeado o responsável pelo transporte do material de construção na travessia do Chaco. Combateu nas batalhas do Humaitá e de Peribebuí. Em 1868 recebeu a promoção de alferes, e a de tenente em 1868. Em 1870 serviu na Escola Militar da Corte, e obteve promoção à patente de capitão em 1874. Em 1875 tornou-se instrutor do Tiro de Guerra de Campo Grande, em Mato Grosso. Em 1879, como major, fez parte do Estado-Maior da Artilharia e, em 1889, ganhou promoção de tenente-coronel, e coronel em 1890.

### Militar
Como militar participou da Guerra do Paraguai e da Revolta da Armada de 1893-1894, como comandante da 6ª Brigada no Rio de Janeiro. Foi promovido a general-de-brigada em 1895, a quartel-mestre general do Exército em 1897, e general-de-divisão em 1901, e a marechal graduado em 1906, encerrando como marechal reformado em 6 de janeiro de 1913.

### Político
Nas eleições de 15 de setembro de 1890 foi eleito deputado federal pelo Piauí, para compor Congresso Nacional Constituinte que elaborou e promulgou a Constituição brasileira de 1891, em 24 de fevereiro de 1891, e nas eleições de 1894 foi eleito senador pelo Piauí, reeleito em 1903, em 1912 e em 1927, mas faleceu no exercício do mandato..